# بهروز جعفری
بهروز جعفری (زادهٔ ۱۳۳۷ در سمیرم) نمایندهٔ حوزهٔ انتخابیهٔ سمیرم در دورهٔ هشتم مجلس شورای اسلامی بوده‌است.